# I. Theodórosz nikaiai császár
I. Theodórosz, magyarosan I. Teodor/Tivadar (görögül: Θεόδωρος Α' Λάσκαρις), (Konstantinápoly, 1171-1174 körül – Nikaia, 1221. november/1222. augusztus) a Nikaiai Császárság alapító uralkodója 1204-től haláláig. Laszkarisz Mária magyar királyné apja és IV. Béla magyar királynak, III. Ióannész nikaiai császárnak, valamint Cayeux-i Anseau-nak, a Konstantinápolyi Latin Császárság régensének apósa.

## Élete
Nemesi családban született az 1170-es években, és III. Alexiosz egyik lányát vette feleségül. Konstantinápoly ostromakor kitüntette magát, majd Nikaiába menekült, ahol elsősorban Bithüniából érkező görög menekültekkel vette körül magát. Városába hamarosan tódultak a jogfosztott hellének. 1204-ben megverték a keresztesek, de szerencséjére Bulgáriában lázadások törtek ki, és az ellene indított latin sereget átvezényelték az északi határra. Theodor hozzálátott egy Nikaia központú állam létrehozásához, és 1206-ban népe császárrá kiáltotta ki. Az elkövetkezendő néhány évben makacs harcot folytatott az ifjú országát körbevevő ellenségek ellen, többször megvédte a császárságát Flandriai Henrik konstantinápolyi latin császár csapatai, az ikóniumi szultán és I. (Komnénosz) Alexiosz Megasz trapezunti uralkodó ellen, illetve 1210-ben az őt háborúra kényszerítő III. Alexiosz excsászárral szemben is győzedelmeskedett: ellenfelét elfogta a piszidani csatában, a várost pedig megszerezte a törököktől. Uralma végére körülbelül a korábbi kis-ázsiai tartományokat birtokolhatta. Elszántsága és katonai képességei révén nemcsak, hogy megmentette a Bizánci Birodalmat, de a keresztes államok későbbi vereségét is megalapozta.

## Gyermekei
- 1. feleségétől, Angelina Anna (1175/80–1212) bizánci császári hercegnőtől, III. Alexiosz bizánci császár lányától és Komnénosz Izsák szebasztokrátor özvegyétől,[1] 5 gyermek:
  - Irén (1200 körül–1239/41), 1. férje Palaiologosz Konstantin (Andronikosz) despota (–1212/16), gyermekei nem születtek, 2. férje III. Ióannész nikaiai császár (1192/93–1254), 1 fiú a 2. házasságából:
    - II. Theodórosz nikaiai császár (1221/22–1258), felesége Ilona (1224/25/26–1254 körül), II. Iván Aszen bolgár cár és Árpád-házi Mária (Anna) magyar királyi hercegnő lányaként II. András magyar király unokája, 5 gyermek, többek közt:
      - IV. Ióannész bizánci császár (1250–1305 körül), nem nősült meg

  - Mária (1206 körül–1270), férje IV. Béla magyar király (1206–1270), 10 gyermek, többek között:
    - V. István magyar király (1239–1272), felesége Erzsébet (1240–1290 után) kun hercegnő, 7 gyermek, többek között:
      - Árpád-házi Anna (1260–1281), férje II. Andronikosz bizánci császár (1259–1332), 2 fiú

  - Miklós (1208 körül–1212 körül)
  - Eudokia (Zsófia) (1210 körül–1247 után), férje Cayeux-i Anseau, a Konstantinápolyi Latin Császárság régense (1195/1205–1247 után), 1 leány:
    - Eudokia (Mária) (–1275 előtt), férje Dreux de Beaumont (–1276/77), Sainte-Geneviève ura, a Szicíliai Királyság marsallja, 5 gyermek

  - Ióannész (–1212 körül)
- 2. feleségétől, Filippa (1183–1219 körül) örmény királyi hercegnőtől, III. Rupennek, a Hegyek urának a lányától, I. Leó örmény király unokahúgától és Sahansah (Szergiosz) (1165 előtt–1193) szelefkei úr (akitől gyermeke nem született) özvegyétől, elváltak, 1 fiú:
  - Konstantin (1214–1249), a trónöröklésből kizárva, Thrakeszion hercege
- 3. feleségétől, Courtenay Mária (1204 körül–1228) konstantinápolyi latin császári hercegnőtől, I. Péter konstantinápolyi latin császár lányától, gyermekek nem születtek.